# NGC 2507
NGC 2507 is een spiraalvormig sterrenstelsel in het sterrenbeeld Kreeft. Het hemelobject werd op 18 maart 1786 ontdekt door de Duits-Britse astronoom William Herschel.

## Synoniemen
- UGC 4172
- MCG 3-21-10
- ZWG 88.20
- IRAS07587+1550
- PGC 22510